# Wendo
Wendo ist Selbstverteidigung und Selbstbehauptung für Frauen und Mädchen. Der Name ist eine Wortneuschöpfung analog zu verschiedenen Budō-Künsten, die sich aus Wen, einer Abkürzung für das englische women (Frauen), und Do, japanisch für Weg, zusammensetzt und Weg der Frauen bedeutet. Wendo zählt sich nicht zu den Kampfsportarten, sondern versteht sich als Präventionsprogramm gegen Gewalt.

## Geschichte
Wendo wurde 1964 in Toronto von dem Ehepaar Anne und Ned Paige entwickelt. Ende der 1970er- und 1980er-Jahre kam Wendo aus Kanada nach West-Deutschland. Die Verbreitung wurde durch die Zweite Frauenbewegung befördert und hat sich als Teil der Frauen- und Lesbenbewegung weiterentwickelt. Das Konzept wird im Zusammenwirken der miteinander vernetzten Trainerinnen kontinuierlich weiterentwickelt. Wendo Trainierende richten ihre Konzepte nach aktuellen Standpunkten der feministischen und/oder Genderforschung, neuen Gesetzen, gesellschaftlichen Veränderungen sowie neue Erkenntnisse in Bezug auf Gewalttaten.

## Inhalte und Entwicklung
Wendo Kurse vermitteln einen Mädchen- und Frauen bezogenen Standpunkt, der sich u. a. mit feministischer Gesellschaftsanalyse und -kritik sowie in einer feministischen, gendersensiblen Sprache manifestiert. Wendo  hat zum Ziel die Prävention und das Empowerment sowie die Stärkung der Teilnehmenden zu verbessern und Möglichkeiten zu einem selbstbestimmten Leben aufzuzeigen. Ein Fokus liegt auch im Umgang mit als bedrohlich wahrgenommenen Situationen umzugehen und handlungsfähig zu bleiben.
Wendo wird an Schulen, in Jugendhäusern, von Frauenberatungsstellen, in Einrichtungen der Behindertenhilfe und zunehmend auch in Arbeitszusammenhängen angeboten. Im Gegensatz zu klassischen Kampfsportarten basiert das Training auf einer Auseinandersetzung mit patriarchalen Machtverhältnissen und erlernten Opferhaltungen. Der Wendo-Kurs orientiert sich nach den Bedürfnissen der Teilnehmenden und schließt effektive Techniken, Rollenspiele und Wahrnehmungsübungen ein. Mit verschiedenen Übungen und Techniken sollen die Teilnehmenden ermutigt und bestärkt werden, die Opferrolle zu verlassen, für sich selbst Verantwortung zu übernehmen und selbst für die eigene Sicherheit zu sorgen. Ein Schwerpunkt liegt darin, mögliche Konfliktsituationen, Übergriffe und Gewaltsituationen frühzeitig zu erkennen, diese nach Möglichkeit zu deeskalieren und im Sinne der eigenen Unversehrtheit zu handeln.
Die Trainerinnen arbeiten in der Regel selbständig und sind in Regionalgruppen organisiert, die auch Fortbildungen und Supervision anbieten. Ein Wendokurs umfasst beispielsweise je nach Umfang wenige Stunden oder besteht aus zwei aufeinanderfolgenden Tagen. Einige Gruppen bieten regelmäßige Trainings an.